# Metacharis victrix
Metacharis victrix är en fjärilsart som beskrevs av William Chapman Hewitson 1870. Metacharis victrix ingår i släktet Metacharis och familjen Riodinidae. Inga underarter finns listade i Catalogue of Life.